# 雅维尔-拉马尔格朗日
雅维尔-拉马尔格朗日（法語：Jarville-la-Malgrange，法語發音：[ʒaʁvil la malɡʁɑ̃ʒ]）是法国默尔特-摩泽尔省的一个市镇，位于该省中南部，南锡市区以南，属于南锡区。

## 地理
雅维尔-拉马尔格朗日（48°40'10"N, 6°12'22"E）面积2.43 平方千米，位于法国大東部大區默尔特-摩泽尔省，该省份为法国东北部内陆省份，是洛林的一部分，北邻比利时、卢森堡，北起顺时针与摩泽尔省、下莱茵省、孚日省和默兹省接壤。
与雅维尔-拉马尔格朗日接壤的市镇（或旧市镇、城区）包括：埃耶库尔、拉讷沃维尔-德旺南锡、南锡、通布莱讷、旺德夫尔莱南锡。

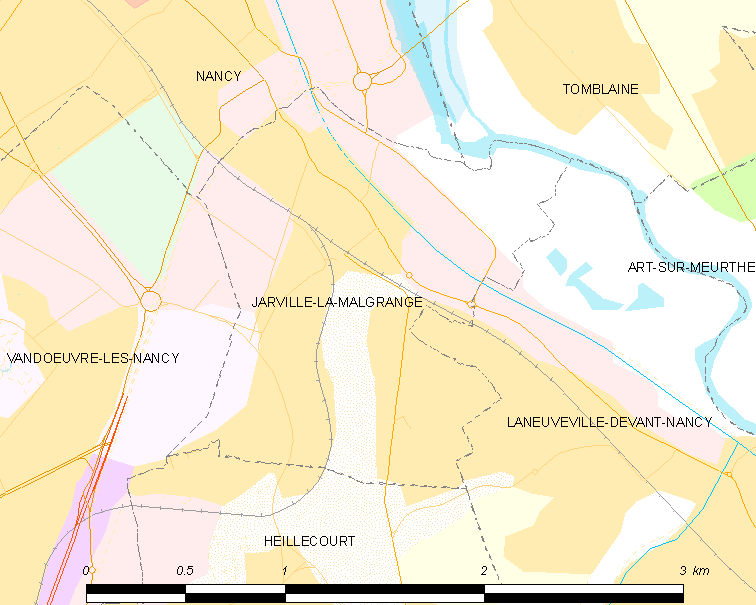
雅维尔-拉马尔格朗日的OSM定位图

雅维尔-拉马尔格朗日的时区为UTC+01:00、UTC+02:00（夏令时）。

## 行政
雅维尔-拉马尔格朗日的邮政编码为54140，INSEE市镇编码为54274。

## 政治
雅维尔-拉马尔格朗日所属的省级选区为雅维尔-拉马尔格朗日县。

## 人口

1962-2008年间雅维尔-拉马尔格朗日人口变化图示

雅维尔-拉马尔格朗日于2022年1月1日时的人口数量为9362人。